# Феудализам
Феудализам је назив друштвеног односа који је превладавао у средњем веку, у коме су вазали служили сениора-феудалца (земљопоседници - наследници робовласника у робовласничким друштвима односно племенских поглавара у племенским заједницама), а он им је пружао заштиту и земљу. Поред тога феудализам чине и закупници и феуди - земља коју су сељаци закупљивали од феудалаца.
У феудалној хијерархији на челу државе је краљ, затим високо племство - феудалци, па ниже племство - витезови и последњи сталеж су чинили сељаци (кметови).

## Настанак
Друштвено раслојавање је у новим германским државама текло врло брзо. Након сеобе племенске старешине и угледнији чланови заједнице добили су веће посједе. Током 8. и 9. века на таквим великим посједима ради разнолика радна снага. Уређени земљишни посјед називао се феуд и био је подијељен на два дијела. Већи дио је власник феуда, феудалац, дао у закуп сељацима (насељеник, закупник), а мањи део на коме се налазио и феудалчев двор, оставио је за себе. Сељаци-закупници би се обавезали да ће уз закупљену парцелу, одређени део дана у години радити на феудалчевом дијелу посједа с којег је сав приход припадао феудалцу. 
У немирним временима ситни су посједници тражили заштиту моћнијих, а исто би се догађало и за неродних година какве су биле честе у условима слабо развијеног начина земљорадње. Предајући се у заштиту велепосједнику, сељак би му предавао своју земљу. Одмах би је и добијао назад, али не више као своје власништво. Тако би стекао заштиту, а велепосједник га је помагао сјемењем, алатом и осталим потрепштинама. Иако је остао лично слободан, постао би зависан о господару. Такви сељаци су названи кметовима. Временом су и сељаци закупници претворени у кметове, па је нестало разлика у њиховом положају.
С дијела посједа што га је сам обрађивао, кмет је био дужан властелину давати одређени део производа у облику сталних давања. Величина давања зависила је о погодби између феудалца и кмета. У раном средњем вијеку Европа је била слабо насељена, смртност становништва је била велика, а честе епидемије куге те провале освајачких народа попут Мађара и Нормана су стварале додатне проблеме. Неријетки су били сукоби великаша и претендената на краљевско пријестоље, при чему су највише страдавали сељаци. Због тога је на властелинствима често недостајало кметова, па су феудалци настојали привући кметове сусједних властелина, нудећи им боље услове.
До краја 11. вијека процес феудализације је био углавном довршен у западној и великом дијелу средње Европе, па се раздобље од 9. до 11. вијека назива раздобљем класичног феудализма.

## Прекаријум
Феудални систем се постепено развијао, и у почетку развоја се јавио проблем пољопривредног рада. Земља је била основа богатства и била је подељена на велики број баштина̂ којима је управљао мали број баштиника, који нису могли обрађивати толику земљу, већ су морали узимати у најам раднике којима је исплаћивана надница. Међутим, недостатак кованог новца у Средњем веку захтевао је друге начине исплате. Људи без земље би од баштиника тражили и добијали једну деоницу под условом да баштинику дају накнаду, дажбину или кулук. Захтев радника представљао је акт који се називао прекарија, а уговор који је склапан називан је прекаријум.

## Бенефицијум и феуд
Прекаријум је у почетку био опозив. Прекариста, обично називан колоном, је временом сматран законитим поседником под условом да испуњава своје обавезе према баштинику. Варварски краљеви додељивали су својим службеницима плодоуживање једне фискалне баштине. Ово плодоуживање обично се називало „бенефицијум“, а у свом коначном облику „феуд“. 
Уступање права плодоуживања (бенефицијум) постоји још од меровиншке епохе. Сем службеницима, бенефицијуми су се додељивали и вазалима као награда за оданост. Вазали у каролиншкој епоси били су оружани коњаници који су били веома цењени јер их је обавеза да сами себи набављају војну опрему чинила ретким. Њихова служба плаћана је бенефицијумима. Из комбинације ове две установе (вазалство и бенефицијум) створен је феуд. Феуд је бенефицијум који је вазал добијао од свога властелина. То је германска реч која одговара латинском бенефефицијуму. Термин "феуд" настао је отприлике у исто време када је бенефицијум постао наследан. Временом су феуди постали наследни. Читаве грофовије јављају се као велики бенефицијуми. Феуди су као надокнада за службу додељивани и носиоцима најважнијих дужности на сениоровом имању: сенешалима, контаблима и маршалима, понекад чак и коморницима, надзорницима послуге, шумарима, куварима. 

## Обавезе вазала
Обавезе вазала могу се представити помоћу два термина – савет и помоћ. Савет означава дворску службу. Вазал је дужан да оде на властелинов двор на његов позив. Властелин своје вазале окупља на свој двор да би се са њима саветовао или да би им судио. 
Помоћ подразумева војну дужност. Вазали су учествовали у властелиновој војсци уколико је његова земља у опасности све док се опасност не отклони, а уколико властелин води рат за освајање територија, уобичајена и најчешћа служба износила је четрдесет дана. 
Сем војног, помоћ има и новчано значење. Новчана обавеза вазала постоји у четири случајева: обавеза откупа заробљеног властелина, ступање старијег сина у витештво, удаја старије кћери, одлазак у крсташки рат. 
У случају вазалове смрти, сизерен се не користи правом узимања феуда натраг већ преноси феуд на вазаловог наследника. Обавеза наследника је да исплати таксу сизерену. Она је обично износила једногодишњи приход од феуда. 

## Обавезе сизерена
Сизерен је био обавезан да штити вазала, његов феуд и породицу од непријатеља. Сем тога, био је обавезан да на свом двору врши правду према свом вазалу. Ако сизерен не би извршио своје обавезе, вазал би могао да му откаже послушност. 
Сизерен је најчешће предузимао старатељство над наследником умрлог вазала. Ако је наследник био дечак, вршио је старатељство до пунолетства. Ако је у питању наследница, дужност сениора била је да јој нађе мужа који ће преузети феуд.

## Омаж
Односи сениора и вазала проглашавани су на церемонији познатој као заклињање на верност (fidelitas) и омаж (homage). Вазал би тада клекао пред сениора, положио своје руке на његове и заклео се да ће га верно служити. Сениор му је често давао комад земље као симбол даровања феуда. Разлика између заклетве и омажа није сасвим утврђена. Највероватније је да се заклетва односила на успостављање личног односа, а омаж се односио на феуд. 
До 12. века постало је уобичајено да један вазал има више сениора. Шампањски гроф, на пример, био је вазал француског краља, бургундијског војводе, цара Светог римског царства, ремског и сенског архиепископа... Да би се разрешила ситуација која би настала када би, на пример, два сениора истог феудалца заратила, утврђен је обичај лиеж-омажа. Феудалац који би учинио лиеж-омаж једном сениору био је обавезан на личну службу њему. Уколико би овај сениор заратио са неким другим вазаловим сениором, од вазала се очекивало да се лично нађе у табору сениора коме је учинио лиеж-омаж, али и да пошаље одређени број војника у супротстављени табор. 

## Феудални живот
Симбол племићког живота био је замак. Замак се појављује у 9. веку током норманских инвазија на Западну Европу. Састојао се у огради од плота коју је окруживао јарак. Дуж замка простирале су се велике куле, а у средини је била највећа кула. У њој је боравио властелин. 
Племићка привилегија (племићки спорт) био је лов. Неплемићима је лов био строго забрањен. Уколико није био у лову, властелин се забављао гађањем копљем или мачевањем на коњу. Врхунац феудалних игара били су турнири. 
Међутим, племић је живео само за рат. Ратови међу феудалцима често су избијали само из жеље за борбом. Са седам година он је послат из куће на пријатељски двор где је неколико година као паж служио господарицу замка. Са 14 или 15 година постајао је штитоноша, служећи као пратиоца свога сениора. Старао се о коњима, гланцао оклоп, послуживао га за столом и др. Са 20 година добијао је оклоп, оружје, коња и бивао проглашен за витеза. Том приликом је обично клекнуо испред сениора који би га ударио пљоснатом страном мача у раме. Од тада је могао да учини омаж и управља феудом. 
Градови феудалне епохе имају три могућа порекла – једни воде порекло из античког доба (Париз, Марсеј, Лион), други су настали у каролиншкој епохи (настали током 9. и 10. века као прибежишта где су се Европљани склањали од нападача) и градови настали у капетовској епоси (настали претварањем села у градове). Градска буржоазија до ситница је уређивала свакодневни живот: цене намирница, организацију рада, полицију, путеве, обичаје, наставу, хигијену, болнице, сиротишта и др. 

### Крштење и склапање брака
Датум рођења у средњем веку био је безначајан. Ниједна прослава рођендана није забележена у документима. Много значајније је било крштење тј. улазак у хришћанску заједницу. Крштење у феудализму вршено је над сасвим малом децом. Кум и кума били су присутни као и данас. Црква је неблагонаклоно гледала на ванбрачне заједнице, а дете рођено из тих заједница искључивано је из редова верника. Очинска власт, иако не као у античком периоду, била је значајна и у феудалном периоду. 
Очинска потврда била је потребна за склапање брака. Овај обичај потиче из римског периода. Противила му се црква. Црква у 9. веку односи победу. Браку је претходила веридба. Средњи век обележен је доктрином нераскидивости брака. Иако је било растављања, у средњем веку није постојао развод у савременом смислу те речи. 

## Нестанак
Средином 13. вијека феудални поредак је запао у кризу развојем слободних краљевских градова и јачањем краљевске власти, а током 15. вијека у западној Европи почиње нестајати као доминантан облик, иако су се неки облици задржали до 19. вијека. Феудализам у великом делу Европе је укинут револуцијама 1848.